# جنون سرعت: کربن
جنون سرعت: کربن (به انگلیسی: Need for Speed: Carbon) یا به اختصار NFSC، دهمین قسمت از سری بازی‌های مسابقه‌ای، نیاز به سرعت است، که توسط ای‌آ بلک باکس ساخته شده و در سال ۲۰۰۶ توسط شرکت الکترونیک آرتز برای ویندوز، مک او اس، پلی استیشن ۳, ایکس‌باکس ۳۶۰, وی، پلی استیشن ۲, ایکس‌باکس، گیم‌کوب، گیم بوی ادونس، نینتندو دی‌اس، پلی استیشن همراه، تلفن همراه منتشر شد.

## گیم پلی

یک نمونه ارتقا یافته از آئودی لو مان کواترو در قیاس با یک لامبورگینی مورسیه‌لاگو ال‌پی۶۴۰ فابریک، در بخش "Autosculpt" بازی.

این بازی از گیم پلی مسابقات خیابانی و مسابقات زیرزمینی بهره می‌گیرد. هر منطقه دارای یک درجه توجه یا Heat Zone است که همین هیجان بازی را دوچندان می‌کند. مسابقه در مناطقی با Heat Zone بالا (بالاترین درجه: ۵) در نهایت منجر به تعقیب پلیس خواهد شد.
این بازی در شهر خیالی به نام Palmont City ادامه پیدا می‌کند. همچنین مناطق بیرون از شهر که حالت دره‌ای دارند (Canyon) نیز به مسابقات افزوده شده‌است. Duel Canyon و Canyon racing دو نوع مسابقه در این مناطق هستند. در Duel Canyon در حقیقت با حریف خود دوئل می‌کنید و هر کس از دره پرت شود یا فاصله اش با حریف بیشتر شود، بازنده است.
ماشین‌ها همه شامل سه نوع Muscle, Tuner و Exotic هستند. ماشین‌های Muscle ماشین‌های عضلانی مانند شورلت کامارو که با شتاب بالا (و یا به عبارتی ماشین‌های آمریکایی) هستند. ماشین‌های Tuner هم فرمان دهی بسیار بالایی دارند و ماشین‌های نوع Exotic هم سرعت بالاتری دارند.
این بازی تقریباً نسخه به‌روز شده‌ای از بازی جنون سرعت: تحت تعقیب است و حتی در بخش‌هایی نیز بدون تغییر مانده‌است.

## داستان
شخصیت اصلی داستان (شما) پس از سال‌ها به شهر خود بازمی‌گردد که در راه با اولین شخصیت خارجی بازی یعنی Cross برخورد می‌کند. Cross از نوچه‌های Darius (رئیس کل مناطق Palmont) است. Cross شما را گیر می‌اندازد و ماشین شما (ب‌ام‌و ام۳) را موقتاً صاحب اختیار می‌شود.
پس از مدتی Darius از راه می‌رسد و شما را به مسابقات دعوت می‌کند که ناگهان دوست قدیمی شما و نامزد Darius که Nikki نام دارد از راه می‌رسد.
Nikki از بازگشت شما بسیار عصبانی است. زیرا شما سال‌ها پیش مبلغ کلانی را در هنگام مسابقه می‌دزدید و فرار می‌کنید؛ ولی Darius با نقشه‌ای که در سر دارد، سعی دارد تا شما را مقصر جلوه دهد. پس با مظلوم نمایی سعی می‌کند که شما را از خشم Nikki نجات دهد.
بعد از آن Nikki تصمیم می‌گیرد شما را وارد مسابقات شهر کند. بعد از آن شما ماشینی از نوع ماشین‌های Exotic, Muscle و Tuner را انتخاب می‌کنید و وارد مسابقات می‌شوید.

## ماشین‌ها
- Audi Le mans quattro
- Chevrolet Camaro SS
- Chevrolet Chevelle SS 454
- Chrysler 300C SRT-8
- Dodge Challenger
- Dodge Charger R/T
- Dodge Charger SRT-8
- Ford Mustang GT
- Plymouth Road Runner
- Pontiac GTO
- Vauxhall Monaro VXR
- Chevrolet Camaro Concept
- Chevrolet Corvette Z06
- Dodge Challenger
- Dodge Viper SRT-10
- Ford Mustang Shelby GT500
- Plymouth Barracuda
- Lexus IS300
- Mazda 3 MPS
- Mazda RX-8
- Nissan 240 SX
- Mazda RX-7
- Mitsubishi Eclipse GSX
- Mitsubishi Eclipse GT
- Renault Clio V6
- Toyota Corolla GT-S (AE86)
- Toyota MR2
- Volkswagen Golf R32
- Infiniti G35
- Mitsubishi Lancer EVO IX MR
- Nissan 350Z
- Nissan Skyline R34 GT-R
- Subaru Impreza WRX STI
- Toyota Supra
- Alfa Romeo Brera
- Mercedes-Benz CLK500
- Aston Martin DB9
- Jaguar XK
- Lotus Elise 111R
- Lotus Europa S
- Mercedes-Benz SL65 AMG
- Porsche Cayman S
- Audi R8/LeMans Quattro
- BMW M3 GTR
- Koenigsegg CCX
- Lamborghini Gallardo
- Lamborghini Murciélago
- Lamborghini Murciélago LP640
- Mercedes-Benz SLR McLaren
- Pagani Zonda F
- Porsche 911 GT3 RS
- Porsche 911 Turbo S
- Porsche Carrera GT
- Ford GT[۵]

## بازتاب‌ها
| گردآورنده  | امتیاز |
| ---------- | --- |
| گیم‌رنکینگز | (PC) 78.47% (X360) 77.51% (PS3) 76.26% (PS2) 75.04% (GC) 74.25% (Xbox) 73.28% (PSP) 71.00% (GBA) 69.33% (NDS) 66.50% (Wii) 65.39% |
| متاکریتیک  | (PC) 78/100 (X360) 77/100 (PS3) 75/100 (GC) 75/100 (PS2) 74/100 (Xbox) 74/100 (PSP) 73/100 (NDS) 70/100 (Wii) 67/100              |

| ناشر     | امتیاز                                                                       |
| -------- | ---------------------------------------------------------------------------- |
| گیم‌اسپات | (PSP) 7.9/10 7.6/10 (PS3, PS2 & GC) 7.4/10 (Wii) 7.1/10 (GBA) 6.5/10         |
| آی‌جی‌ان   | (PC) 8.2/10 (PS3) 7.9/10 7.8/10 (NDS) 7.5/10 (Wii) 7.4/10 (PSP & GBA) 7.0/10 |
| پلی      | 76%                                                                          |

## پوند به بیرون
- Need for Speed: Carbon Home Page بایگانی‌شده  در ۳۰ آوریل ۲۰۰۸ توسط Wayback Machine Official Site (US)
- Need for Speed: Carbon در موبی‌گیمز
- Need For Speed Zone: NFS Carbon
- NFSWiki: Need for Speed Carbon